# DN57
DN57 este un drum național din România, care leagă Orșova de Moldova Nouă și Oravița, continuând până la Moravița, Timiș, unde se leagă de DN59 care duce spre Timișoara. Drumul traversează regiunea Clisura Dunării, traversând Carpații în lungul Dunării, trecând pe lângă Cazanele Mici și Cazanele Mari și pe lângă statuia de 40 m a lui Decebal de lângă Dubova. La Naidăș, DN57C, o ramificație a acestui drum îl leagă de un punct de trecere a frontierei, spre orașul Biserica Albă din Serbia.